# Сапсан (электропоезд)
ЭВС «Сапсан» (Velaro RUS) — высокоскоростные электропоезда из семейства электропоездов «Velaro» производства компании «Siemens», приобретённые ОАО «РЖД» для эксплуатации на российских высокоскоростных железных дорогах (одна железнодорожная линия Санкт-Петербург — Москва на Октябрьской железной дороге, протяжённость 650 км). Брендовое название получили в честь сокола-сапсана (Falco peregrinus). Электропоезда серии ЭВС1 — постоянного тока, ЭВС2 — двойного питания. Разработаны компанией «Siemens» специально для России.
По состоянию на 2015 год «Российские железные дороги» приобрели шестнадцать десятивагонных поездов ЭВС в два этапа, включая четыре электропоезда ЭВС2 и 12 ЭВС1. Поезда ЭВС1 второго этапа эксплуатируются по системе многих единиц (в этом случае два десятивагонных состава сцепляются в один двадцативагонный. Кроме того, «Siemens» получила контракт на техобслуживание составов в течение тридцати лет стоимостью в 354 млн евро.
22 марта 2022 года, вскоре после начала вторжения России на Украину, Siemens приостановил контракт на поставку дополнительных поездов, а также объявил о прекращении технического обслуживания и других услуг с 13 мая 2022 года.

## История

Маршруты электропоезда «Сапсан» (интерактивная карта)
Синим цветом обозначен действующий маршрут Москва — Санкт-Петербург, красным — Москва — Нижний Новгород

11 апреля 2005 года в присутствии президента России Владимира Путина и канцлера Германии Герхарда Шрёдера руководители РЖД Геннадий Фадеев и Siemens Ханс Шаберт подписали соглашение о совместной разработке и производстве 60 электропоездов на базе Intercity-Express с максимальной скоростью движения 300 км/ч; сумма этого контракта оценивалась в 1,5 млрд евро. Предполагалось, что выпускаться поезда будут в России на специально созданном совместном предприятии.
Однако после прихода на должность президента ОАО «РЖД» Владимира Якунина параметры проекта претерпели значительные изменения, окончательно определившись к маю 2006 года: количество закупаемых поездов было уменьшено всего до восьми, при этом сумма контракта уменьшилась до суммы в 600 млн евро. О производстве в России речи также больше не шло.
Заключённый контракт предусматривал соглашение о поставке до конца 2010 года восьми высокоскоростных поездов Velaro, а также об их техническом обслуживании в течение 30 лет или на пробег не менее 14 млн км. Стоимость контракта на поставку составляла 276 млн евро, на техническое обслуживание — дополнительно 354,1 млн евро (общая стоимость организации скоростного движения между Москвой и Санкт-Петербургом составляла, как ожидалось, более 700 млн евро). Поезда Siemens должны были прийти на смену устаревшим скоростным поездам ЭР200, эксплуатирующимся на линии Санкт-Петербург — Москва с 1984 года. В дальнейшем планировалась организация движения скоростных поездов в направлении Нижнего Новгорода, Казани, а далее Самары, Сочи и Курска, а в перспективе между Новосибирском, Красноярском и Омском. Прорабатывалась возможность скоростного сообщения до Киева, Минска, Крыма и Адлера (через Харьков).
По контракту предполагалась поставка поездов следующих типов:
- односистемный поезд на постоянном токе напряжением 3 кВ (версия B1) для эксплуатации на линии Санкт-Петербург — Москва;
- двухсистемный поезд (двойного питания) на постоянном токе напряжением 3 кВ и на переменном токе напряжением 25 кВ частотой 50 Гц (версия B2) для эксплуатации на линии Санкт-Петербург[11] — Москва — Нижний Новгород.

Японская металлургическая компания Nippon Steel осуществила поставку рельсов в объёме 20,15 тыс. тонн для организации высокоскоростного движения на Октябрьской железной дороге.
Для руководства этим направлением в ОАО «РЖД» создан специализированный филиал — Дирекция скоростного сообщения, которая должна осуществлять работы по запуску скоростного сообщения между Москвой и Нижним Новгородом, Санкт-Петербургом и Хельсинки, а также увеличением скоростей движения на уже действующих направлениях.
30 июля 2009 года «Сапсан» совершил первую полную демонстрационную поездку из Москвы в Санкт-Петербург. Регулярное сообщение на данной линии открылось 17 декабря 2009 года.
В декабре 2011 года ОАО «РЖД» сделало «Сименсу» заказ ещё на восемь поездов Velaro RUS («Сапсан») общей стоимостью (с учётом техобслуживания) около 600 млн евро. Первый поезд новой партии прибыл в Россию 3 декабря 2013 года, последний — до конца 2014 года. Особенностью новых поездов является возможность формирования сдвоенных составов по системе многих единиц, что позволяет увеличить провозную способность без увеличения числа пар поездов.

### Хронология событий
- 20 июля 2007 года в Германии (Крефельд-Юрдинген) состоялась торжественная церемония запуска производства первого высокоскоростного электропоезда Velaro RUS.
- 28 февраля 2009 года состоялся первый выход на линию по маршруту от станции Любань до станции Металлострой со скоростью до 140 км/ч[15].
- 7 мая 2009 года «Сапсан» в ходе предэксплуатационных испытаний на линии Москва — Санкт-Петербург развил рекордную (для России, на тот момент) скорость 290 км/ч.
- 30 июля 2009 года «Сапсан» совершил первую полную демонстрационную поездку из Москвы в Санкт-Петербург. В ходе демонстрационной поездки поезд сделал только одну остановку — на станции Любань[16].
- В ночь с 27 на 28 ноября 2009 года «Сапсан» эвакуировал с места крушения поезда «Невский экспресс» около 530 пострадавших пассажиров[17].
- 14 декабря поезд «Сапсан» получил сертификат соответствия нормам безопасности Российской Федерации[18].
- 17 декабря 2009 года в 19:00 электропоезд ЭВС2-04 отправился в свой первый коммерческий рейс из Москвы в Санкт-Петербург[19], а с 18 декабря началось регулярное движение поезда между Москвой и Санкт-Петербургом по расписанию (три пары в сутки: утром, днём и вечером).
- С 5 апреля 2010 года оборот «Сапсанов» увеличен до пяти пар в сутки, а время в пути стало варьироваться от 3:55 до 4:45[20].
- 16 августа 2010 года «Сапсан» перевёз миллионного пассажира. Им стал житель Твери, который купил билет на поезд № 153 сообщением Москва — Санкт-Петербург с остановкой в Твери[21].
- 30 июля 2010 года состоялся первый рейс по маршруту Нижний Новгород — Москва — Санкт-Петербург[22].
- 28 марта 2011 года сотрудниками транспортной полиции на поезде впервые были обнаружены и сняты безбилетные пассажиры. Ими оказались двое молодых людей, пытавшихся проехать снаружи «Сапсана» из Санкт-Петербурга в Москву в межвагонном пространстве, закрепившись с помощью специального снаряжения[23][24][25]. Позднее, начиная с конца 2010 — начала 2011 года, случаи проезда снаружи поезда участились[26][27][28].
- 16 сентября 2013 года поездом «Сапсан» № 162 из Москвы в Санкт-Петербург был перевезён десятимиллионный пассажир[29].
- 1 августа 2014 года был запущен первый сдвоенный поезд «Сапсан» между Санкт-Петербургом и Москвой[30].
- 25 августа 2014 года был запущен второй сдвоенный поезд «Сапсан» между Санкт-Петербургом и Москвой[31].
- 7 ноября 2014 года на линии Москва — Нижний Новгород «Сапсан» перевёз трёхмиллионного пассажира с момента его запуска на этом маршруте[32].
- В октябре 2020 года поезд «Сапсан» стал лауреатом XI ежегодной транспортной премии «Права потребителей и качество обслуживания» в номинации «Железнодорожные перевозки» — за развитие предоставляемого сервиса и совершенствование услуг на борту[33].
- В 2022 году движение поездов «Сапсан» было прекращено на линии Москва — Нижний Новгород[34].

## О поезде

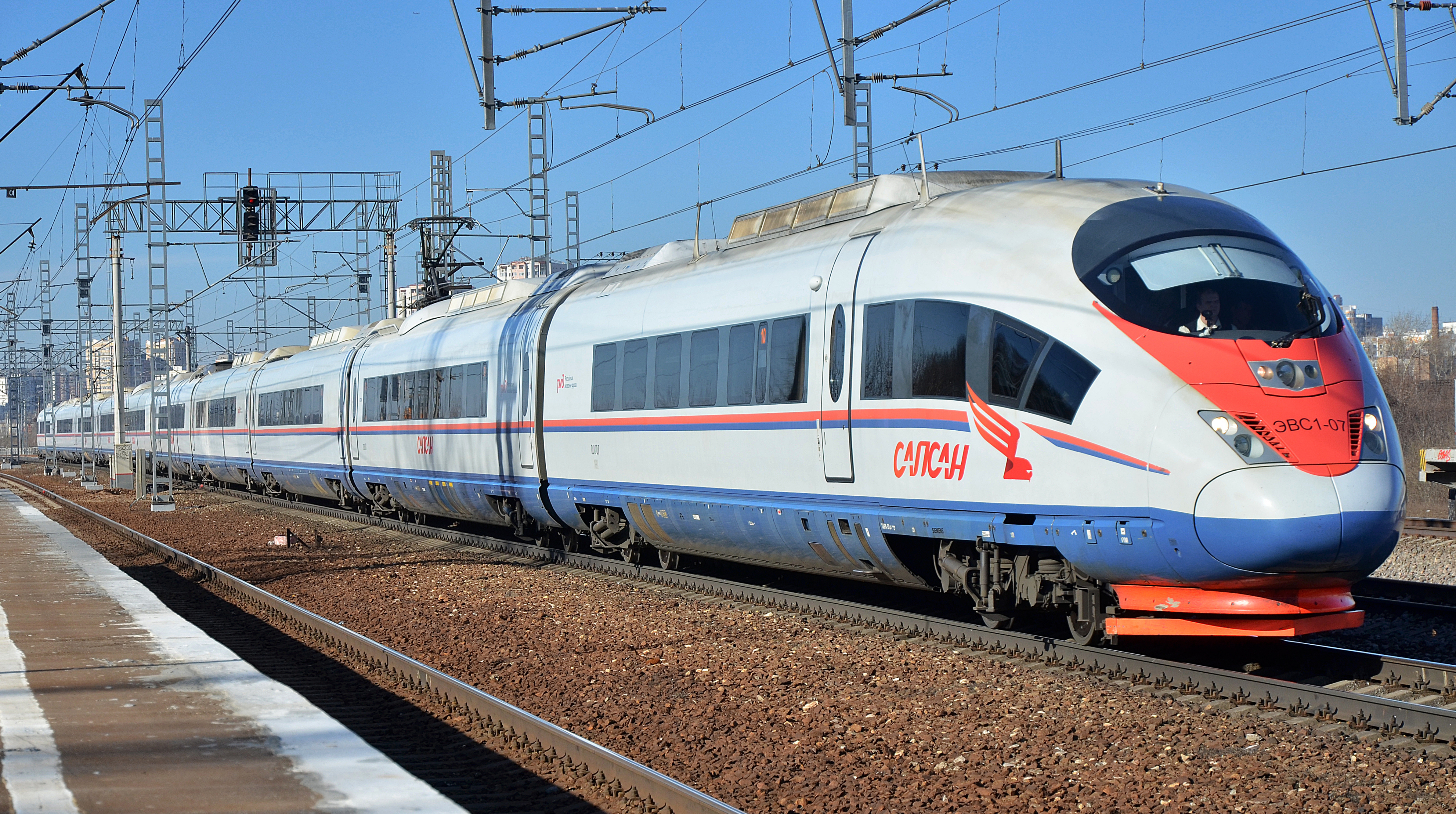
Электропоезд ЭВС1-07 на линии Москва — Санкт-Петербург

Поезда Siemens для России сконструированы на базе стандартной платформы Velaro, на которой были изготовлены поезда для Испании — Velaro E, и для Китая — Velaro CRH3. Однако «Сапсан» имеет и ряд конструкционных отличий: в частности, воздухозаборники вынесены на крышу, поезда способны работать при температуре воздуха до минус 50 градусов, а их салон — шире стандартного европейского почти на 30 см, что связано с габаритом подвижного состава СНГ, который имеет существенные отличия от европейского.  Максимальная конструкционная скорость поезда составляет 300 км/ч, по российским дорогам скорость поезда ограничена 250 км/ч. Большую часть пути Москва — Санкт-Петербург поезд следует с максимальной скоростью 200 км/ч, и только на одном участке — между Окуловкой и Малой Вишерой, а точнее Мстинским мостом — он может увеличивать скорость до 250 км/ч. На маршруте Москва — Нижний Новгород, по которому поезд начал ежедневно ходить с 30 июля 2010 года, поезд может развивать скорость 160 км/ч на участке от Петушков до станции Вязники, а на остальном протяжении маршрута лишь не более 140 км/ч. Поезд использует рекуперативное торможение, что позволяет уменьшить затраты на электроэнергию.
Климатические испытания поезда были проведены в климатической камере компании RTA Rail Tec Arsenal Fahrzeugversuchsanlage GmbH.

### Схема компоновки вагонов

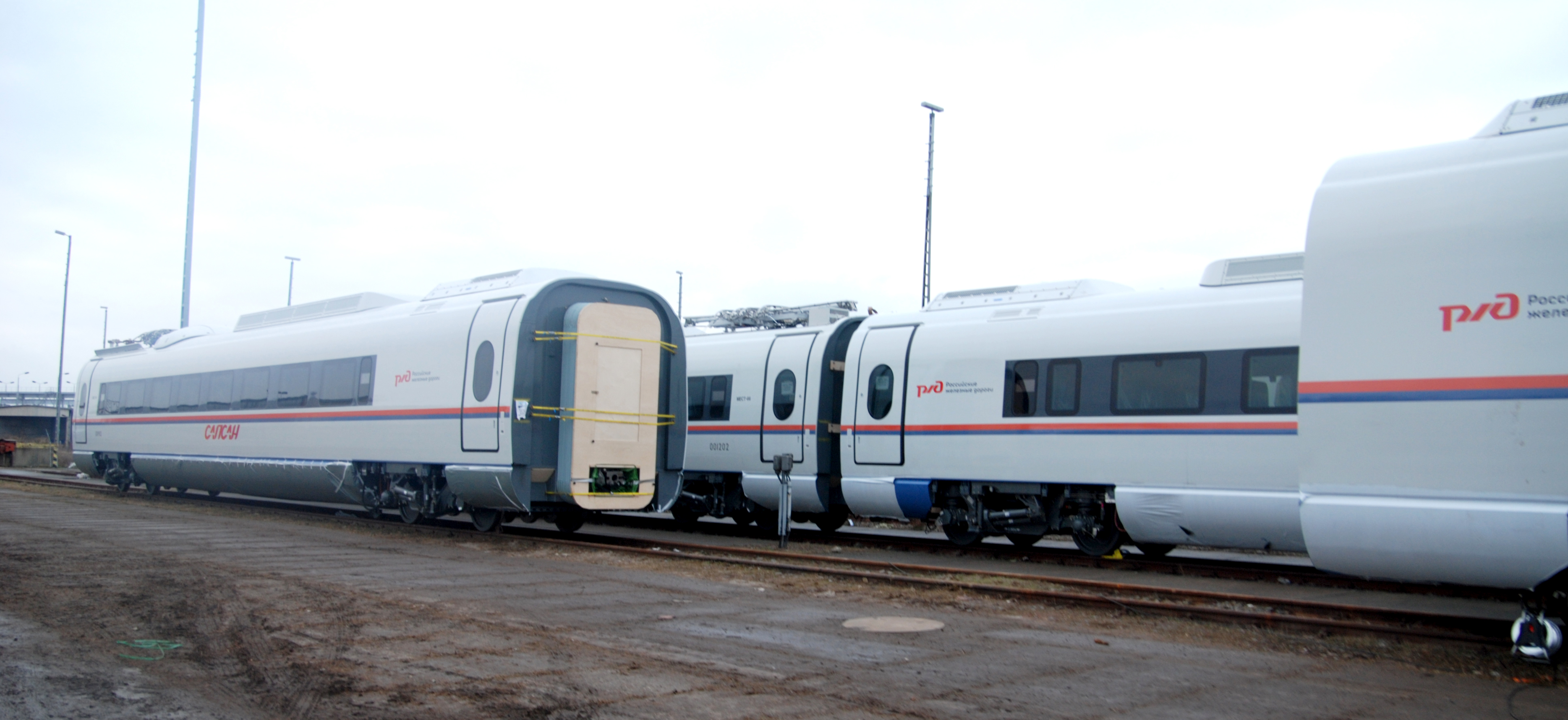
Промежуточные вагоны электропоезда «Сапсан» в расцепленном состоянии

Верхний — односистемный поезд серии ЭВС1 на постоянном токе напряжением 3 кВ (версия B1)
Нижний — двухсистемный поезд серии ЭВС2 на постоянном токе напряжением 3 кВ и на переменном токе напряжением 25 кВ частотой 50 Гц (версия B2)
- ГПм — головной вагон, первый класс, моторный, 23 места (в том числе четыре в VIP-отсеке) + диван на три места.
- ГТм — головной вагон, туристический (третий) класс, моторный, 51 место (в том числе 7 в детском отсеке) + детская люлька.
- ДБ — дроссельный, бизнес (второй) класс, прицепной, 52 места.
- ДТ — дроссельный, туристический класс, прицепной, 66 мест.
- Т — туристический класс, прицепной, 66 мест.
- ТТр — туристический класс, с трансформатором для переменного тока, прицепной, 66 мест.
- Тм — туристический класс, моторный, 66 мест,
- Та — туристический класс, аккумуляторный, тормозные резисторы на крыше, прицепной, 60 мест.
- ТаБ — туристический класс, аккумуляторный, тормозные резисторы на крыше, с бистро (ресторан), прицепной, 40 мест + столики у барной стойки.

В Сапсане с 1 июля 2018 года в вагоне № 4 (14) появится новый класс обслуживания — базовый со сниженной стоимостью и без дополнительных услуг. По проекту вагон будет иметь 66 мест.

## Эксплуатация
Все электропоезда ЭВС1 и ЭВС2 поступили с завода в моторвагонное депо «Санкт-Петербург — Московское» (ТЧ-10) Октябрьской железной дороги, располагающееся в посёлке Металлострой и специально оснащённое для проведения их обслуживания и ремонта.
Конструкционная скорость поезда составляет 250 км/ч, эксплуатационная скорость ограничена 230 км/ч. Большую часть пути Москва — Санкт-Петербург поезд следует с максимальной скоростью 200 км/ч; на участке Окуловка — Мстинский мост — до 250 км/ч. На маршруте Москва — Нижний Новгород в период эксплуатации скорость поезда составляла не более 140 км/ч, на участке Петушки — Вязники — до 160 км/ч.
Один рейс «Сапсана» обслуживает 24 работника: машинист, помощник машиниста, бортинженер, начальник поезда, 9 проводников, кассир, 7 стюардов, из которых 4 — для вагонов бизнес-класса, 2 официанта вагона-бистро и один бармен. Некоторые из них прошли специальное обучение в Германии, а также на базе Центра подготовки авиационного персонала ОАО «Аэрофлот», где их учили иностранным языкам, оказанию первой медицинской помощи и сервису на борту высокоскоростного поезда, в том числе с аспектами психологии. Всего укомплектовано 40 локомотивных бригад. Штат поездных бригад поездов «Сапсан» составляет 82 проводника и 7 начальников поездов.

### Линия Москва — Санкт-Петербург
17 декабря 2009 года электропоезд ЭВС2-04 совершил первый коммерческий рейс. 18 декабря 2009 года началась регулярная коммерческая эксплуатация электропоездов на маршруте Москва — Санкт-Петербург (поезда 151/152, 155/156, 165/166). 5 апреля 2010 года количество рейсов было увеличено до пяти (добавлены поезда 159/160, 161/162). 30 июля 2010 года началась коммерческая эксплуатация электропоездов на маршрутах Москва — Нижний Новгород (173/174) и Санкт-Петербург — Москва — Нижний Новгород (173/174 и 175/176, сняты с 31 октября 2011). В дальнейшем, количество регулярных рейсов между Москвой — Санкт-Петербургом было увеличено до семи, обращаются также дополнительные поезда. С 1 июня 2014 года, в связи с внесением изменений в систему нумерации, все скоростные поезда получили 700-ю нумерацию, поезда «Сапсан» на линии Санкт-Петербург — Москва получили номера в диапазоне 751/752 — 775/776.
Первоначальное время поездки между двумя столицами (650 км) составляло 3 часа 45 минут (что на 10 минут меньше, чем лучшее время ЭР200 на данной линии). В дальнейшем планировалось сокращать время в пути. Сейчас время в пути варьируется от 3:30 до 4:15.
Вагоны «Сапсана» имеют трёхклассную компоновку — туристский, бизнес-класс и первый класс. Стоимость билета варьируется в зависимости от сезонности, дня недели и времени отправления. При использовании электронной карты и при одновременной покупке билетов в двух направлениях предоставляются скидки.
В связи с запуском поезда «Сапсана» был ликвидирован дневной бюджетный поезд № 23/24 «Юность» Москва — Санкт-Петербург и ряд электропоездов. Этим самым жители Тверской и Новгородской областей были оставлены без дневного сообщения с Москвой и Санкт-Петербургом, что вызвало недовольство у пассажиров. После этого у ряда поездов в новом расписании были введены остановки в Вышнем Волочке и Окуловке, в дополнение к уже имевшимся в Твери и Бологом.
По итогам шести месяцев эксплуатации средняя заполняемость поездов составила 84 %, было перевезено более 657 тысяч пассажиров. За первый месяц в книге отзывов — 77 благодарностей от пассажиров и 9 жалоб на качество питания.
Целый ряд проблем при эксплуатации поезда возникает из-за того, что высокоскоростное движение организовано по общим с обычными поездами железнодорожным путям. В связи с этим было принято решение о строительстве первой в России специализированной высокоскоростной железнодорожной магистрали Москва — Санкт-Петербург. Предполагалось, что на новой трассе поезда смогут курсировать со скоростью до 400 км/ч. Окончание строительства было запланировано на 2017 год.
ОАО «РЖД» планирует оформлять сквозной билет для пассажиров «Сапсана» (Москва—Петербург) и «Аллегро» (Петербург — Хельсинки) — проезд на обоих поездах будет осуществляться по одному билету. К 1 июня 2011 года ОАО «РЖД» планировало синхронизировать расписание скоростных поездов «Аллегро» и «Сапсан». Между Финляндским вокзалом, куда приходит «Аллегро», и Московским вокзалом Петербурга, куда приходит московский «Сапсан», планировалось организовать трансфер.
В марте 2011 года «Российские железные дороги» огласили планы о введении месячных проездных абонементов для проезда на поезде Сапсан. Согласно прогнозам, данные абонементы могут быть востребованы пассажирами, часто совершающими поездки в Санкт-Петербург из Москвы. Тарифы согласно данному билету, как предполагается, будут включать существенную скидку по отношению к обычным билетам.
1 августа 2014 года по маршруту Москва — Санкт-Петербург был запущен первый рейс сдвоенного поезда «Сапсан», состоящего из 20 вагонов, вместимостью 1050 пассажиров. Общая длина состава более 500 м, оба состава управляются из одной головной кабины.
3 ноября 2016 года был установлен новый рекорд количества перевезённых пассажиров за день. 17 830 человек было перевезено за весь день при помощи 15 пар поездов, из которых три пары сдвоенных поездов.
| Станция отправления                 | Промежуточные станции                                                                    | Станция прибытия              | Протяжённость маршрута | Среднее время в пути | Номер поезда (маршрута) | Дата запуска         | Тип поезда |
| Санкт-Петербург (Московский вокзал) | Чудово-Московское, Окуловка, Угловка, Бологое-Московское, Вышний Волочёк, Тверь, Крюково | Москва (Ленинградский вокзал) | 650 км                 | 4 ч 00 мин.          | 751—757 759—770 772—780 | 17 декабря 2009 года | ЭВС1, ЭВС2 |

### Ранее существовавшие маршруты

#### Линия Москва — Нижний Новгород
| Маршрут                                                       | Протяжённость маршрута | Тип поезда | Причина отмены                                            | Период эксплуатации                             | Заменён на…                                  |
| Москва (Курский вокзал) - Нижний Новгород (Московский вокзал) | 440 км                 | ЭВС2       | Увеличение числа рейсов на линии Москва — Санкт-Петербург | 30.07.2010 — 01.06.2015 01.03.2018 — 01.06.2022 | Поезд «Стриж» (2015) Поезд «Ласточка» (2022) |

Электропоезда ЭВС2 «Сапсан» находились в регулярной пассажирской эксплуатации на линии Москва — Нижний Новгород в период с 30 июля 2010 года по 1 июня 2015 года и с 2018 по 2022 год. С 2022 года их эксплуатация на ней прекращена. На данном маршруте эксплуатировались только двухсистемные электропоезда, поскольку участок Москва — Владимир электрифицирован постоянным током напряжением 3 кВ, а Владимир — Нижний Новгород — переменным током напряжения 25 кВ частоты 50 Гц. Время маршрута Москва — Нижний Новгород (440 км) составляло 3 часа 55 минут, при максимальной скорости 160 км/ч. По пути следования состав делал двухминутные остановки во Владимире (станция стыкования постоянного и переменного тока, 190 км от Москвы, время в пути 1 час 46 минут), а также в Дзержинске (поезда № 171—172).
Продажа билетов на направление Санкт-Петербург — Москва — Нижний Новгород открылась 18 июня 2010 года, первые рейсы с пассажирами осуществлены 30 июля 2010 года. Интенсивность движения составила две пары в сутки — одна пара ходила из Санкт-Петербурга в Нижний Новгород (№ 175/176) и обратно (№ 173/174) через Курский вокзал Москвы, а с 6 сентября 2010 года вторая пара ходила из Москвы в Нижний Новгород с Курского вокзала (№ 172) и обратно (№ 171). Общее время в пути составляет 7 часов 55 минут из Санкт-Петербурга в Нижний Новгород и 3 часа 55 минут из Москвы в Нижний Новгород. При этом средняя скорость поезда на участке Москва — Владимир составляла 107 км/ч, а на участке Владимир — Нижний Новгород 118 км/ч.
Учитывая достаточно невысокую скорость поезда на данных участках, пуск электропоездов «Сапсан» в направлении Нижнего Новгорода можно было оправдать исключительно работой над имиджем в компании ОАО «РЖД», так как по техническим характеристикам эксплуатировавшийся ранее на данном маршруте поезд «Буревестник» может следовать с аналогичными скоростями. К тому же ранее в 2005 году поезд «Буревестник-2» преодолевал расстояние до Москвы за 4 ч 34 мин, из них 20 минут требовалось на смену электровоза во Владимире, при этом данный поезд не переводился компанией ОАО «РЖД» в разряд скоростных. Стоимость места в поезде «Буревестник-2» в это время составляла примерно 500 рублей (что втрое дешевле экономкласса в «Сапсане»), была широко доступна и сопоставима с автомобильным сообщением. После ввода в эксплуатацию поезда Сапсан на участке Москва — Нижний Новгород поезд «Буревестник-2» был переведён в разряд скоростных; стоимость проезда была повышена примерно до 1 тысячи руб. Это было негативно встречено нижегородцами, лишившимися дешёвых скоростных рейсов в столицу и обратно.
В 2007 году началась реализация проекта по модернизации пути с целью повышения скорости движения до 160 км/ч. Для обеспечения безопасности ожидающих и пассажиров других поездов проектом было предусмотрено расширение платформ. В июле 2007 года на встрече с руководством области старший вице-президент ОАО «РЖД» Борис Лапидус заявил, что планкой для железнодорожников является время движения 1 час 40 минут.
Тестовые испытания на Горьковской железной дороге начались летом 2009 года.
На территории ГЖД была организована крытая стоянка для 4 поездов ЭВС2 «Сапсан», предназначенных для обслуживания маршрута Москва — Нижний Новгород. Техническое обслуживание поездов осуществлялось в моторвагонном депо Нижний Новгород-Московский.
За первый месяц с начала продаж было оформлено только 800 билетов, тогда как вместимость одного поезда составляет 538 мест. По словам заместителя начальника Горьковской железной дороги по пассажирским перевозкам Сергея Калинина, для рентабельности нижегородского «Сапсана» минимальная цена билета на нём должна быть 2300 рублей с наполняемостью вагонов 80 % (тогда как нынешний тариф составляет 1422 рубля в экономклассе и 3330 рублей в бизнес-классе).
В 2010 году губернатор области Валерий Шанцев сообщил, что достижение уровня 1 ч 10 мин будет возможным после строительства новой высокоскоростной магистрали. По словам начальника ГЖД Сергея Козырева, продолжительность нахождения поездов «Сапсан» в пути должна была сократиться к 2012 году до 3 часов. В 2011 году были озвучены планы реконструкции путей на отдельных участках существующей линии к 2013 году с целью увеличения максимальной скорости «Сапсанов» на них до 200 км/ч и сокращения времени в пути, которые в итоге так и не были реализованы.
В мае 2011 года на маршруте скоростного поезда «Сапсан» Москва — Нижний Новгород планировалось демонтировать железнодорожные переезды. Переезды снимались на 428-м километре (станция Доскино), на 397-м километре (посёлок Решетиха), на 388-м, 390-м и 392-м километрах (Володарск) и на 377-м километре (Ильиногорске). Согласно заявлениям областных властей, для водителей должны были быть созданы альтернативные пути, однако протест общественности и необходимость солидных финансовых вложений приостановили реализацию этого проекта.
К лету 2014 года на линии курсировало три поезда «Сапсан» и два поезда ЭС1 «Ласточка». 7 ноября 2014 года на линии Москва — Нижний Новгород «Сапсан» перевёз трёхмиллионного пассажира с момента её запуска.
В 2014 году было объявлено о планах замены электропоездов ЭВС2 «Сапсан» на линии Москва—Нижний Новгород на поезда Talgo 250 испанского производства, которые первоначально предполагалось эксплуатировать по маршруту Москва—Киев, но из-за российского-украинского конфликта эти планы не были реализованы. Отчасти замена «Сапсанов» была обусловлена необходимостью увеличения числа рейсов на линии Москва — Санкт-Петербург и неоправданностью использования высокоскоростного поезда Velaro на Нижегородском направлении, где он ввиду технических ограничений не мог развивать скорость более 160 км/ч. Новые фирменные поезда, составленные из вагонов Talgo, получили брендовое название «Стриж». Эти составы были сформированы только из промежуточных пассажирских вагонов без моторных головных вагонов, вместо которых было решено использовать двухсистемные электровозы ЭП20 — таким образом, вагоны Talgo эксплуатируются не как электропоезда, а как поезда постоянного формирования с электровозной тягой.
1 июня 2015 года электропоезда ЭВС2 «Сапсан» совершили последние рейсы на Нижегородском направлении: один утренний по маршруту Москва — Нижний Новгород и два (утренний и дневной) по маршруту Нижний Новгород—Москва, а вместо них начали курсировать поезда «Стриж». Все 4 электропоезда ЭВС2 стали использоваться исключительно на линии Москва — Санкт-Петербург, на которой ввиду возрастания потребности в перевозках было решено увеличить число рейсов.
В декабре 2017 года объявлено, что с 1 марта рейсы Сапсана по маршруту Санкт-Петербург — Нижний Новгород будут возобновлены с 1 марта 2018 года.
В 2018 году движение Сапсана вернули на линии. В 2022 году снова отменили.

#### Санкт-Петербург — Нижний Новгород
| Маршрут                                                                   | Протяжённость маршрута | Тип поезда | Причина отмены                                                                                             | Период эксплуатации     | Заменён на… |
| Санкт-Петербург (Московский вокзал) - Нижний Новгород (Московский вокзал) | 1090 км                | ЭВС2       | Ввиду технических ограничений не мог развивать скорость более 160 км/ч на участке Москва — Нижний Новгород | 30.07.2010 — 01.06.2015 | —           |

### Пассажиропоток
Все данные в таблицах взяты с официального сайта РЖД.

| Год  | Пассажиры (млн) |
| ---- | --------------- |
| 2009 | 0,048           |
| 2010 | 1,9             |
| 2011 | 2,8             |
| 2012 | 3               |
| 2013 | 3,1             |
| 2014 | 3,23            |
| 2015 | 4               |
| 2016 | 4,8             |
| 2017 | 5,1             |
| 2018 | 5,5             |
| 2019 | 5,7             |
| 2020 |                 |
| 2021 |                 |
| 2022 |                 |

| Дата       | Пассажиры (млн) |
| ---------- | --------------- |
| 08.11.2010 | 1,5             |
| 30.05.2011 | 3               |
| 26.09.2011 | 4               |
| 17.09.2011 | 5               |
| 03.06.2012 | 6               |
| 16.09.2013 | 10              |
| 17.12.2013 | 10,5            |
| 17.12.2014 | 14              |
| 01.07.2015 | 15,2            |
| 01.01.2016 | 18              |
| 27.07.2016 | 20              |
| 01.01.2017 | 22,7            |
| 03.04.2018 | 29,1            |
| 05.02.2020 | 39,6            |

30 апреля 2018 года поезд «Сапсан» поставил очередной рекорд — был зафиксирован максимальный (на то время по России) показатель по числу перевезённых пассажиров в скоростном движении: 20 787 человек за день.

### Расширение сети проекта
18 марта 2011 года министр транспорта РФ Игорь Левитин сообщил, что «резервы использования существующих железнодорожных линий для скоростного сообщения исчерпаны и дальнейшее развитие скоростного и высокоскоростного сообщения потребует строительства выделенных линий».
В качестве возможных линий, где будут эксплуатироваться поезда «Сапсан», назывались:
- Линия Москва — Нижний Новгород — Казань:
27 мая 2013 года на совещании о перспективах развития высокоскоростного железнодорожного сообщения в Сочи президент РФ Владимир Путин объявил о решении построить в 2014—2018 гг. первую в России ВСМ Москва — Казань с возможностью в дальнейшем продления до Екатеринбурга и Ульяновска[82][83].
- Линия Москва — Ярославль:
В 2010 году губернатором Ярославской области Сергеем Вахруковым было сделано заявление о том, что к 2013 году планируется запуск поездов «Сапсан» на линии Москва — Ярославль[84]. В ОАО «РЖД» уточняют, что по данному маршруту будет пущен скоростной электропоезд «Ласточка», основанный на модели Siemens Desiro[85]. Однако в 2012 году от этого проекта отказались.[86] На линии курсирует ускоренный поезд с электровозом, преодолевающий 281 км за 3 ч 15 мин. 17 июля 2020 года был запущен электропоезд «Ласточка» до Костромы через Ярославль.
- Линия Москва-Казанская — Люберцы-1 — Голутвин — Рязань-1 — Самара — Уфа — Челябинск-Главный — Курган.
- Линия Москва-Курская — Тула-1-Курская — Орёл — Курск — Харьков-Пассажирский.
На данный момент линию от Москвы до Орла, Курска и Белгорода обслуживают пять пар электропоездов «Ласточка». Так же курсируют дневные экспрессы в двухэтажном исполнении.
- Линия Санкт-Петербург-Финляндский — Выборг.
С 2015 года обслуживается пригородными электропоездами «Ласточка». Так же через Выборг курсируют две пары электропоездов «Ласточка» до Сортавалы, которые были запущены с 22 декабря 2018 года.

## Транспортные происшествия

### Инциденты с пешеходами
За время эксплуатации поездов «Сапсан» произошёл ряд происшествий, связанных с наездом на людей, переходящих железнодорожные пути. Инциденты во многом объясняются отсутствием удобных переходов через линию Октябрьской железной дороги в ряде населённых пунктов, число которых сократилось  с запуском скоростного поезда, а также бесшумностью «Сапсана», не позволяющей узнать о его приближении издали. Среди причин несчастных случаев: высокая скорость поезда, к которой местные жители не привыкли, сильные воздушные потоки, бесшумность Сапсана по сравнению с другими поездами, нехватка пешеходных переходов, отсутствие световой и звуковой сигнализации, расписаний движения, нарушение правил перехода путей, установка турникетов на безопасных подходах к пассажирским платформам, в результате чего возрастает количество пассажиров, забирающихся на платформу со стороны путей.
За первый год под колёсами поезда погибло более 20 человек. По данным МВД, на конец июня 2010 года под колёсами поезда погибли, как минимум, пять человек из числа жителей Московской, Тверской и Новгородской областей. Несмотря на предпринятые в 2010—2011 гг. меры безопасности (строительство заборов вдоль границы полосы отвода железной дороги, оснащение пешеходных настилов сигнализацией о приближении поезда, дежурство сотрудников охраны у переходов и т. п.), количество случаев наезда скоростных поездов на людей остаётся высоким. Так, за первые шесть с половиной месяцев 2012 года под колёсами «Сапсана» погибли восемь человек.
ОАО «РЖД» не публикует отдельной статистики гибели или травмирования людей на линиях, используемых Сапсаном. По словам адвоката Игоря Трунова, согласно сведениям оперативных источников, только за один 2011 год произошло около 60 случаев травмирования и гибели людей.
В нескольких случаях гибели людей Мещанский суд Москвы обязывал ОАО «РЖД» выплачивать компенсации морального вреда и пособия родственникам погибших, но часто сравнительно небольшие.

### Аварии
7 июля 2017 года на остановочном пункте Фарфоровская Октябрьской железной дороги сторонники запрещённой организации «Исламское государство» установили на рельсах тормозной башмак. При наезде на него на высокой скорости, по их расчётам, «Сапсан» должен был сойти с рельсов и врезаться во встречный поезд. Однако, при действительно случившемся наезде состав остался на пути; оказались повреждены только пять вагонов. Из людей никто не пострадал. Позже (28 июля 2017 года) все участники теракта были задержаны (семь человек суд признал виновными).

## Дополнительное обеспечение безопасности
Согласно отчёту главного ревизора по безопасности Октябрьской железной дороги, по состоянию на декабрь 2010 года на пути движения скоростного поезда «Сапсан» установлен видеоконтроль на семи мостах, восьми вокзалах, двух станциях, а также в депо. Для обеспечения безопасности пешеходов установлено более 1100 км заградительных щитов.
В конце января 2011 года, после террористического акта в московском аэропорту Домодедово, было принято решение о введении на скоростных поездах «Сапсан» и «Аллегро» усиленной охраны.
В марте 2011 года на Московском вокзале в Санкт-Петербурге, а также на Ленинградском в Москве начали строить отдельный павильон для досмотра пассажиров поезда «Сапсан». Мера по предотвращению терактов предусматривала установку рамок с детекторами, но для поезда Сапсан было принято решение сделать процедуру отдельной.
В начале апреля 2011 года на Московском вокзале в Санкт-Петербурге и Ленинградском вокзале в Москве введена пилотная бесконтактная система досмотра багажа. Новая система, разработанная в российском наукограде Дубна, позволяет выявить взрывчатые и наркотические вещества. На первом этапе с её помощью выборочно досматриваются только пассажиры поезда «Сапсан».

## «Сапсан» в медийном пространстве
С момента своего запуска в декабре 2009 года «Сапсан» превратился в медийного персонажа: у него появились собственный блог и аккаунт в Twitter. Также в Интернете появилась серия мультфильмов, главным героем которых выступил рисованный Сапсанчик (ОАО «РЖД» подтвердили причастность к этой медиакампании).
Кроме того, в начале 2012 года в Интернете появился ролик «Сапсан, я люблю тебя», состоящий из 5 короткометражных фильмов и снятый в ходе настоящих рейсов «Сапсанов» при участии компании РЖД.
За повышенную опасность для окружающих в некоторых СМИ получил прозвище «Белая смерть».
В декабре 2010 года в телепередаче «Камеди Клаб» был показан мини-клип, содержащий фразу «Здоровый, сильный был пацан, пока не сбил его „Сапсан“».
В российском детском мультипликационном сериале «Тишка-паровозик», транслируемом в телепередаче «Спокойной ночи, малыши!» с января 2013 года, присутствует персонаж по имени Сапсан, внешне напоминающий головной вагон одноимённого поезда. В эпизоде «Кто быстрее» Сапсан и Тишка решают выяснить, кто из них быстрее, и устраивают соревнование. Во время заезда у Сапсана отваливается колесо, — данный момент также является аллюзией на факт повышенного износа колёс у реального «Сапсана».

## Отрицательные последствия пуска высокоскоростного поезда
При организации высокоскоростного движения были отменены несколько электропоездов, в том числе необходимые для межобластного сообщения дневные поезда N23/24 «Юность» и электропоезд-экспресс N813/814 (в конце 2012 года назначен вновь, под номером 807/808, 809/810). В результате этого в дневное время стало невозможно доехать из Москвы до ряда городов линии Москва-Петербург (Вышний Волочек, Бологое, Окуловка и другие) ничем иным, кроме «Сапсана». При этом стоимость поездки на «Сапсане» в 4—5 раз выше, чем в отменённых поездах. Были перекрыты переходы через пути, сильно увеличилось время закрытия переездов. Это вызвало недовольство жителей Тверской области и Московской области; зафиксировано более полутора десятков случаев нападения на поезд. Запуск скоростных поездов способствовал росту социальной напряжённости в населённых пунктах по трассе. К маю 2010 г. было разбито 20 оконных блоков, повреждено лакокрасочное покрытие на 14 вагонах.
Большому количеству поездов дальнего следования (в том числе и фирменным, например, «Волга» сообщением Санкт-Петербург — Нижний Новгород) и пригородным электропоездам были введены стоянки для обгона «Сапсанами» длительностью от 20 до 90 мин. Известный транспортный эксперт Михаил Блинкин в связи с этим назвал «Сапсан» «поездом с мигалкой».
В конце 2011 года на сайте «Стратегия 2020» появилось заключение о том, что развивать скоростное железнодорожное движение без строительства выделенных высокоскоростных магистралей в России бессмысленно. Указывается, что запуск одной пары пассажирских поездов требует снятия шести пар грузовых, а это затрудняет грузовые перевозки железнодорожным транспортом. Так, с 2005 года, в целях запуска «Сапсана» между Москвой и Петербургом по старой инфраструктуре (путям общего пользования) Главного хода Октябрьской железной дороги маршруты грузовых поездов между этими городами были перенаправлены через Волхов, Череповец, Вологду, Ярославль или через Дно, Новосокольники с увеличением расстояния грузоперевозок с 660 до 1110 км и сопутствующим удорожанием перевозимых товаров.

## Фотографии

### Внешние детали

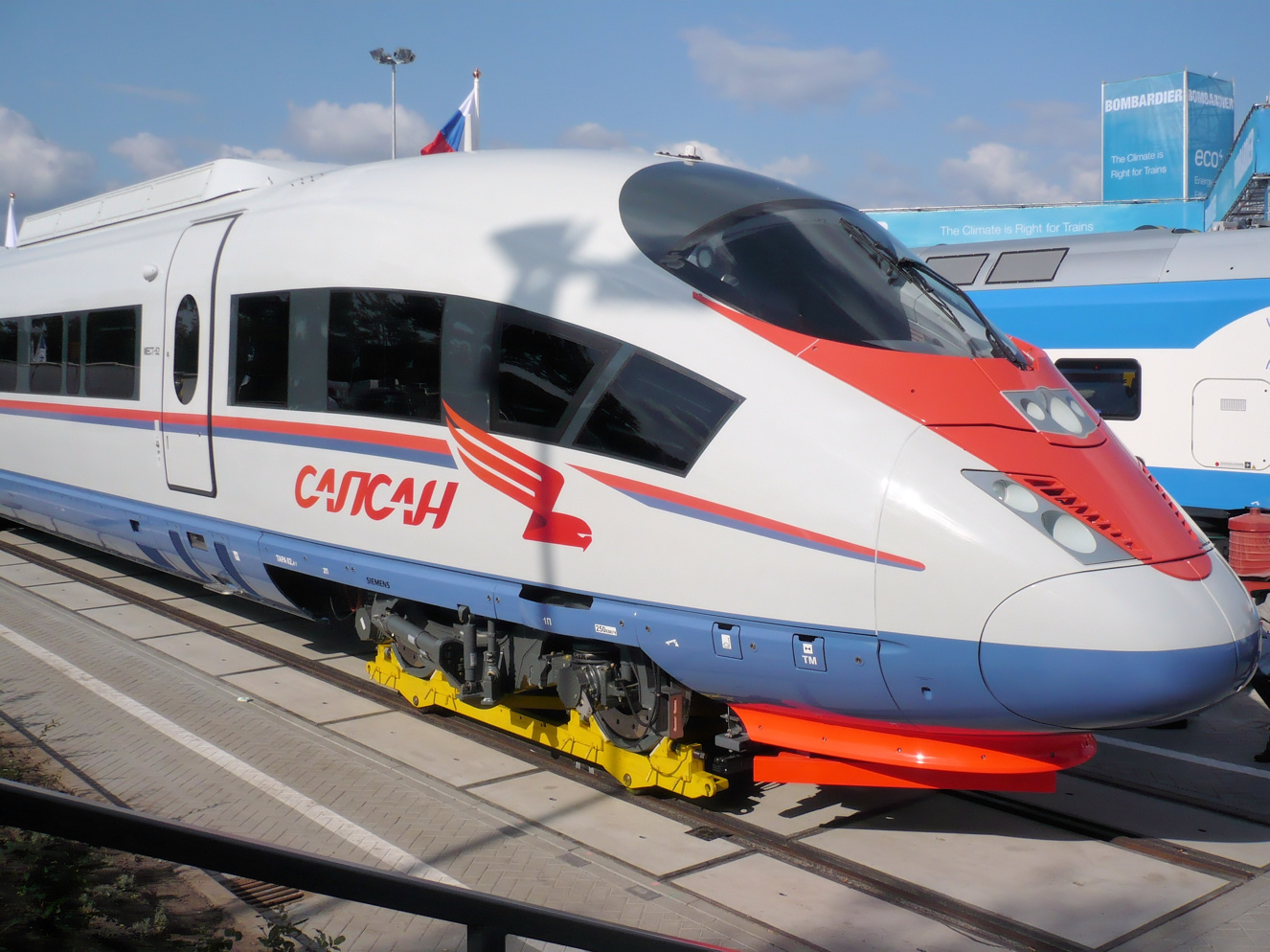
Электропоезд ЭВС2 «Сапсан» на выставке InnoTrans в Берлине, 2008 год. Головной вагон с закрытым обтекателем автосцепки
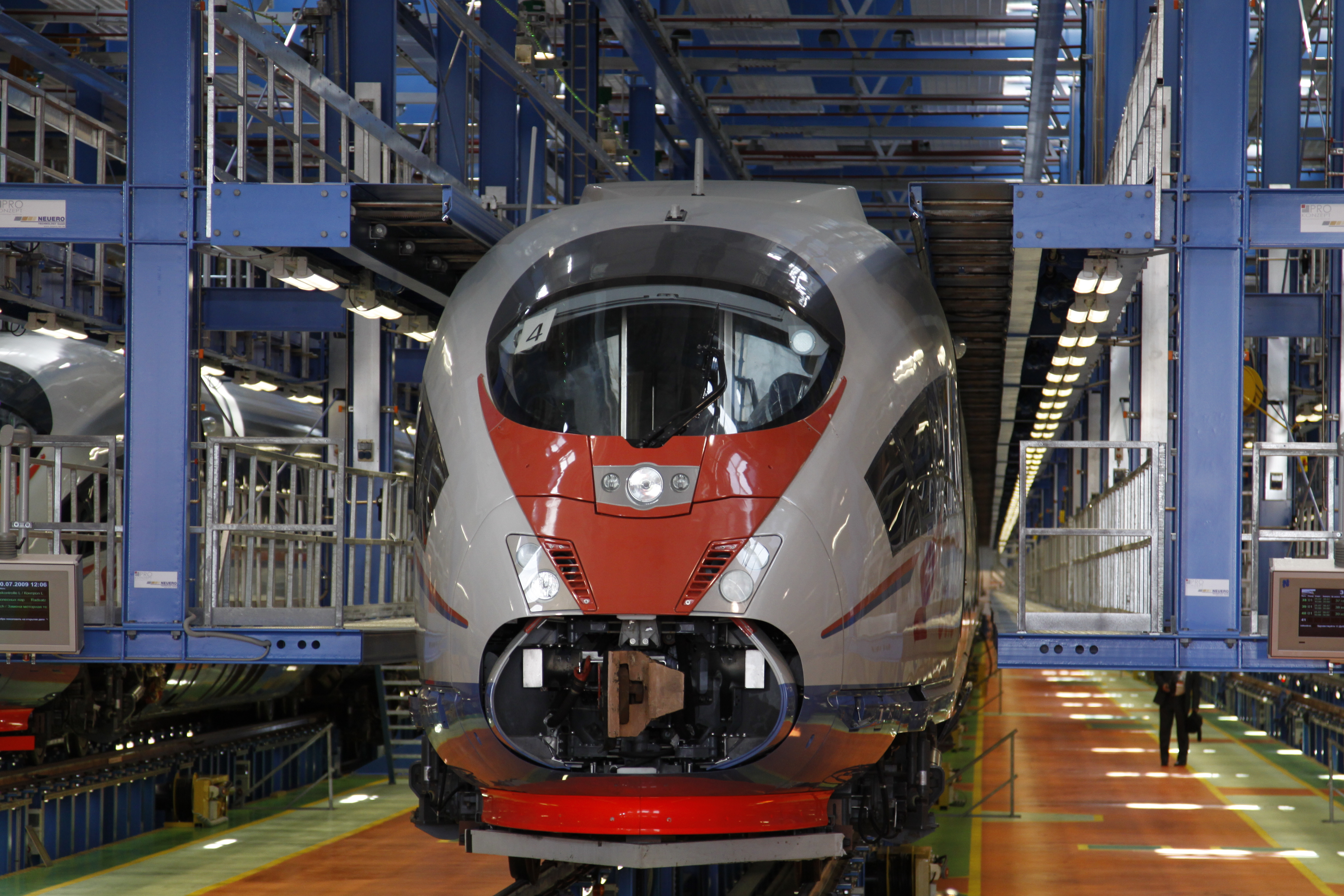
Электропоезд с автосцепкой СА-3 в депо. Лобовая часть поезда с открытым обтекателем.
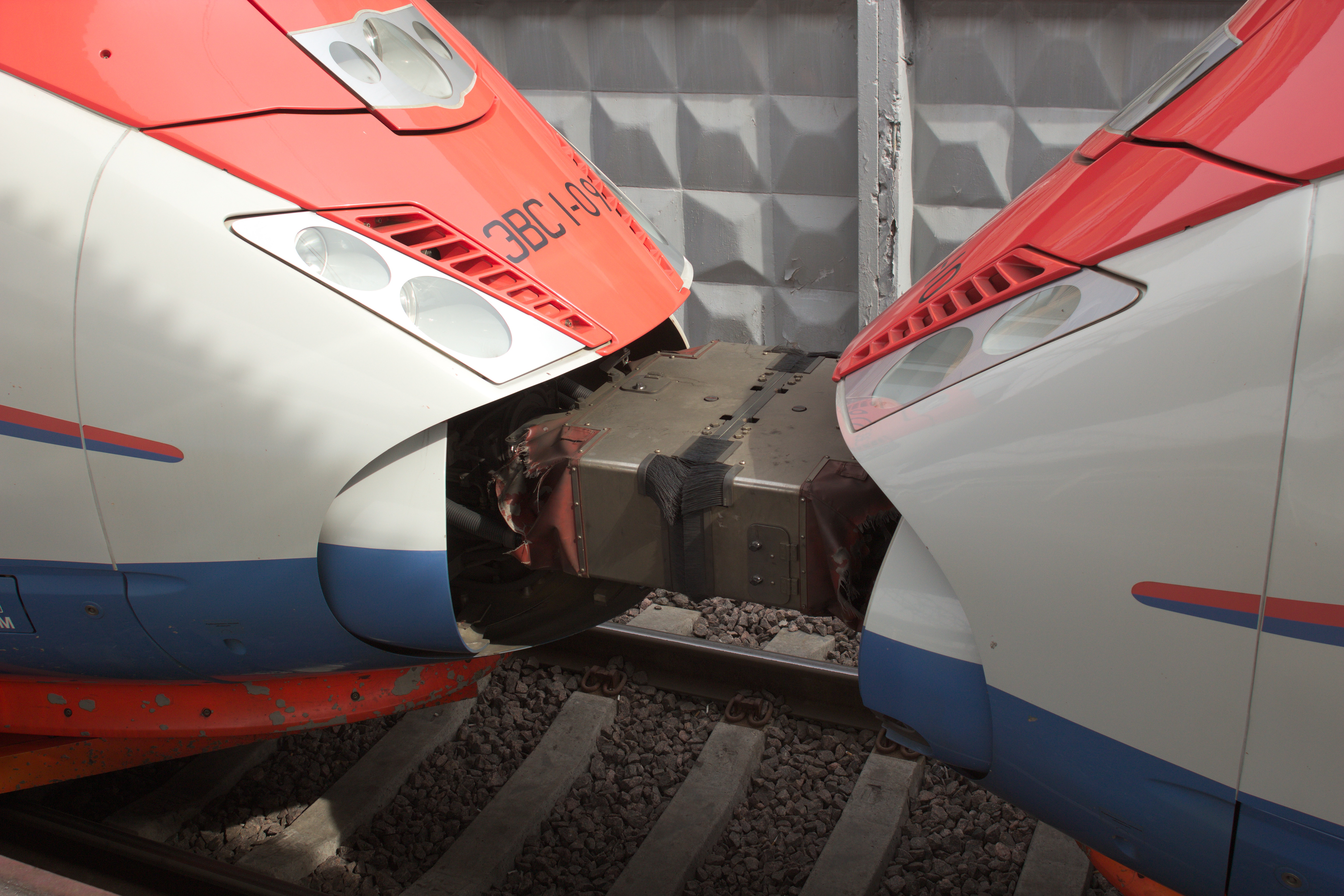
Сцеп двух поездов с автосцепкой Шарфенберга по системе многих единиц
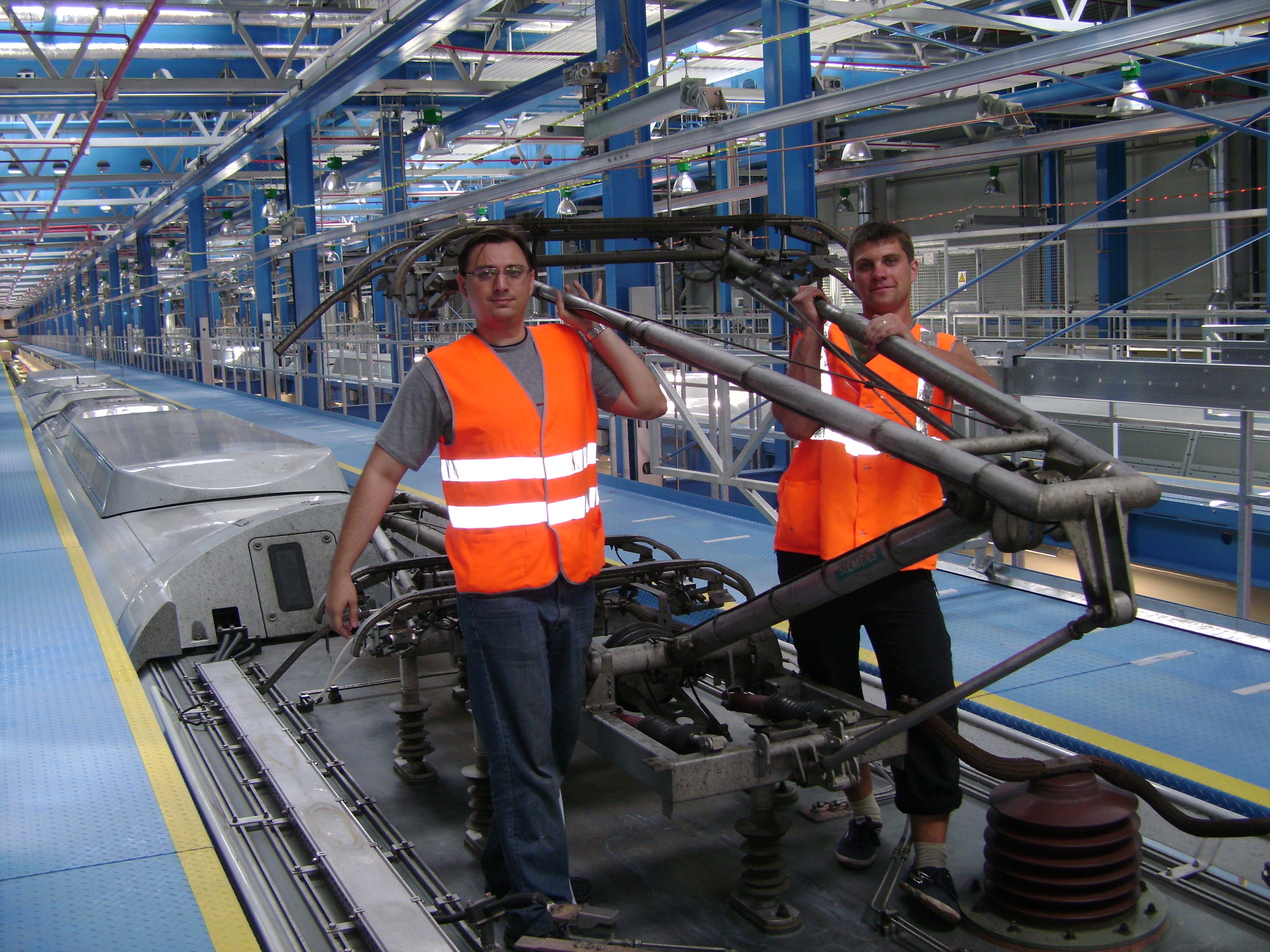
Полупантограф постоянного тока
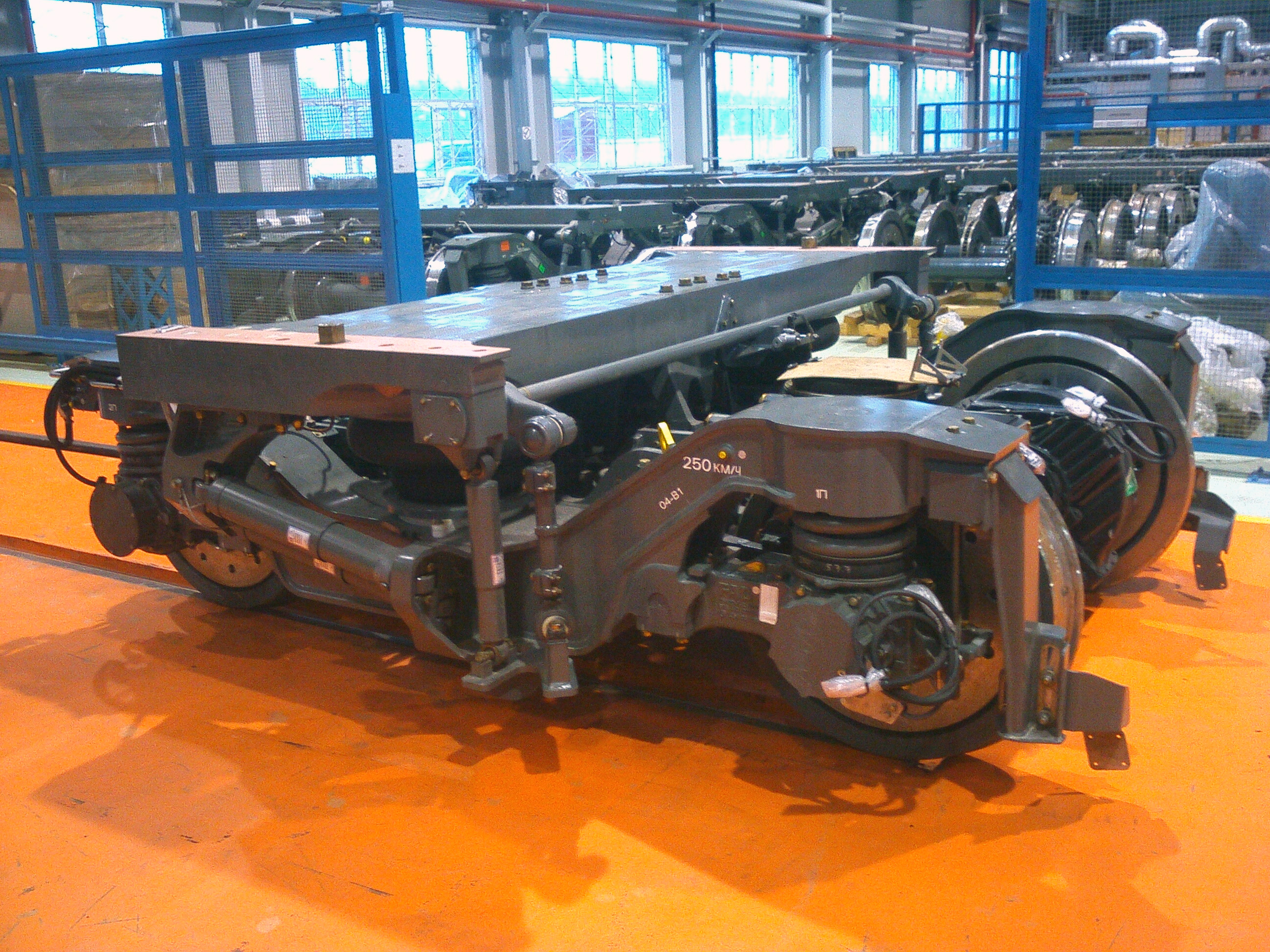
Тележка

### Интерьер

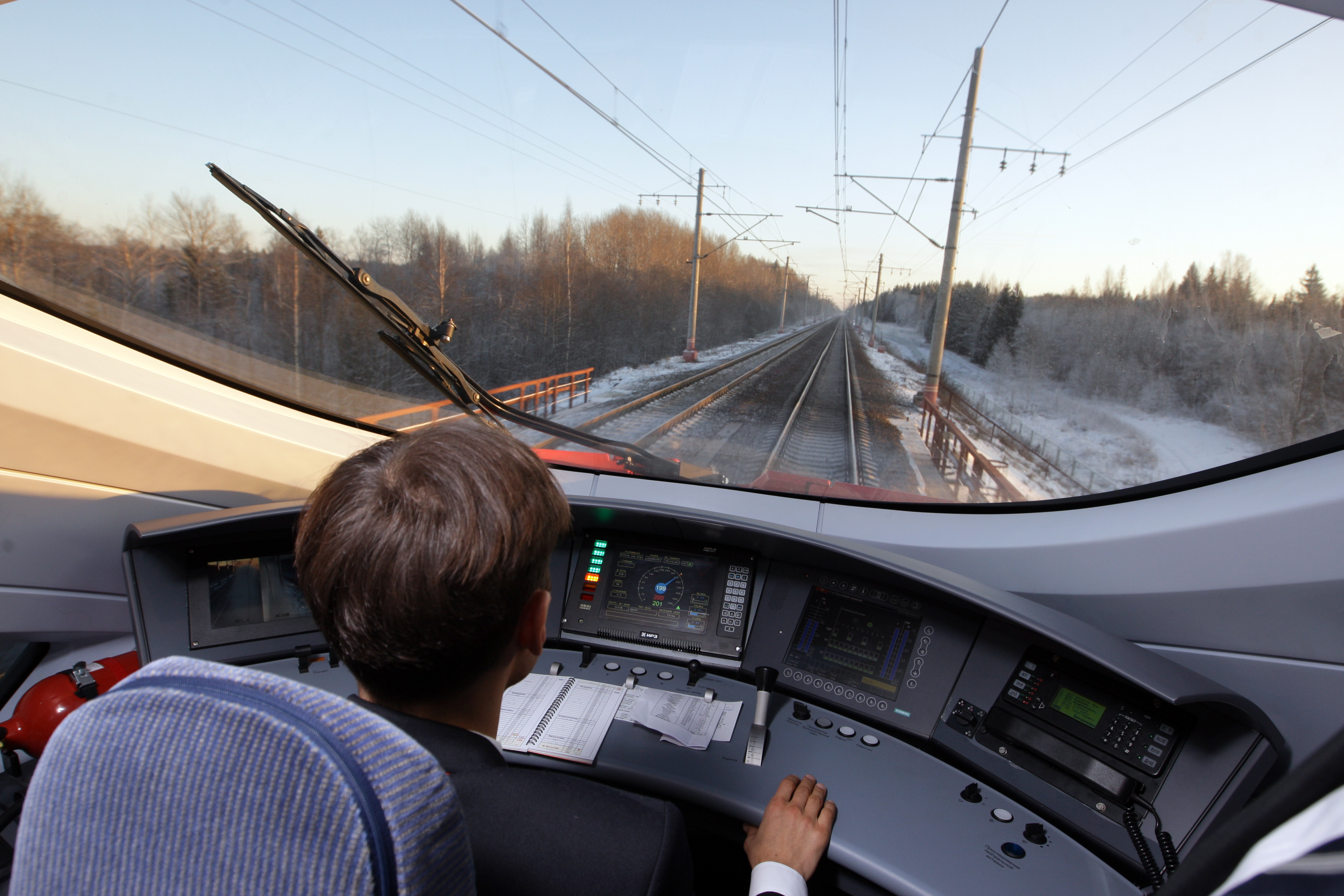
Пульт управления и вид из кабины машиниста
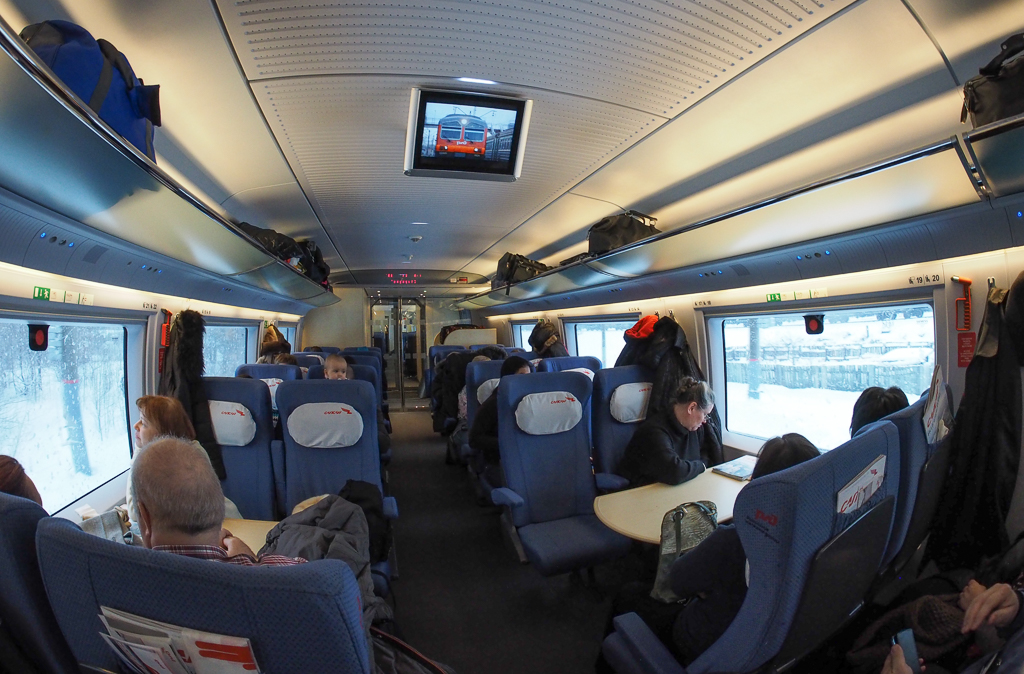
Интерьер вагона туристического класса
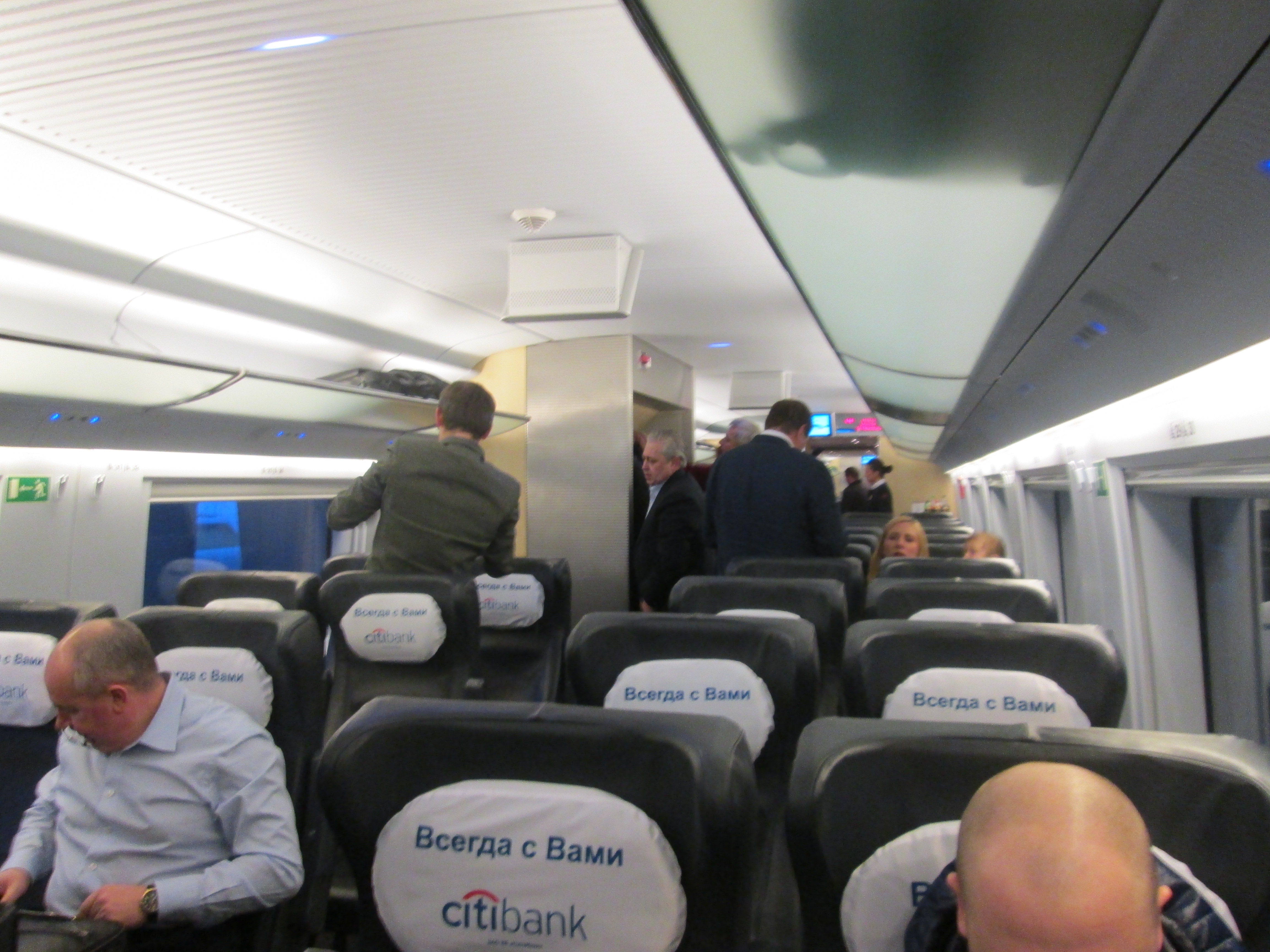
Интерьер вагона бизнес-класса